# Campionati francesi di sci alpino 2024
I Campionati francesi di sci alpino 2024 si sono svolti a Megève e a Morzine/Avoriaz dal 5 all'11 aprile; il programma includeva gare di discesa libera, supergigante, slalom gigante e slalom speciale, sia maschili sia femminili, ma le discese libere e il supergigante maschile sono stati cancellati.
Trattandosi di competizioni valide anche ai fini del punteggio FIS, vi hanno potuto partecipare anche sciatori di altre federazioni, senza che questo consentisse loro di concorrere al titolo nazionale francese. 

## Risultati

### Uomini

#### Discesa libera
La gara, in programma il 3 aprile a Megève, è stata cancellata.

#### Supergigante
La gara, in programma il 4 aprile a Megève, è stata cancellata.

#### Slalom gigante
| Pos. | Atleta                  | Nazione | Tempo   |
| ---- | ----------------------- | ------- | ------- |
| 1    | Diego Orecchioni        | Francia | 2:12,93 |
| 2    | Thibaut Favrot          | Francia | 2:13,35 |
| 3    | Léo Anguenot            | Francia | 2:13,90 |
| 4    | Lio Baraldi             | Francia | 2:14,15 |
| 5    | Jonas Skabar            | Francia | 2:14,24 |
| 6    | Nash Huot-Marchand      | Francia | 2:14,31 |
| 7    | Alban Elezi Cannaferina | Francia | 2:14,38 |
| 8    | Baptiste Sambuis        | Francia | 2:14,40 |
| 9    | Jules Llorach           | Francia | 2:14,44 |
| 10   | Florian Loriot          | Francia | 2:14,57 |

Località: Megève

Data: 6 aprile

#### Slalom speciale
| Pos. | Atleta                | Nazione | Tempo   |
| ---- | --------------------- | ------- | ------- |
| 1    | Clément Noël          | Francia | 1:28,12 |
| 2    | Steven Amiez          | Francia | 1:28,60 |
| 3    | Victor Muffat Jeandet | Francia | 1:28,76 |
| 4    | Hugo Desgrippes       | Francia | 1:28,79 |
| 5    | Sacha Dimier-Chambet  | Francia | 1:28,93 |
| 6    | Théo Letitre          | Francia | 1:29,01 |
| 7    | Baptiste Sambuis      | Francia | 1:29,13 |
| 8    | Léo Anguenot          | Francia | 1:29,71 |
| 9    | Antoine Azzolin       | Francia | 1:29,86 |
| 10   | Théo Lopez            | Francia | 1:30,06 |

Località: Megève

Data: 7 aprile

### Donne

#### Discesa libera
La gara, in programma il 3 aprile a Megève, è stata cancellata.

#### Supergigante
| Pos. | Atleta               | Nazione | Tempo |
| ---- | -------------------- | ------- | ----- |
| 1    | Garance Meyer        | Francia | 54,98 |
| 2    | Camille Cerutti      | Francia | 55,29 |
| 3    | Tifany Roux          | Francia | 55,41 |
| 4    | Karen Smadja-Clément | Francia | 55,58 |
| 5    | Clara Direz          | Francia | 55,61 |
| 6    | Loïs Abouly          | Francia | 56,11 |
| 7    | Axelle Chevrier      | Francia | 56,11 |
| 8    | Jessica Murtagh      | Francia | 56,15 |
| 9    | Léa Quézel Ambrunaz  | Francia | 56,18 |
| 10   | Paola Orecchioni     | Francia | 56,21 |

Località: Morzine/Avoriaz

Data: 11 aprile

#### Slalom gigante
| Pos. | Atleta               | Nazione | Tempo   |
| ---- | -------------------- | ------- | ------- |
| 1    | Clara Direz          | Francia | 1:58,03 |
| 2    | Karen Smadja-Clément | Francia | 1:58,43 |
| 3    | Tifany Roux          | Francia | 1:58,78 |
| 4    | Romane Miradoli      | Francia | 1:58,88 |
| 5    | Laurine Lugon-Moulin | Francia | 1:58,93 |
| 6    | Caitlin McFarlane    | Francia | 1:59,09 |
| 7    | June Brand           | Francia | 1:59,27 |
| 8    | Garance Meyer        | Francia | 1:59,71 |
| 9    | Lydie Arlot          | Francia | 2:00,14 |
| 10   | Clarisse Brèche      | Francia | 2:00,34 |

Località: Megève

Data: 5 aprile

#### Slalom speciale
| Pos. | Atleta               | Nazione | Tempo   |
| ---- | -------------------- | ------- | ------- |
| 1    | Marie Lamure         | Francia | 1:33,67 |
| 2    | Caitlin McFarlane    | Francia | 1:33,86 |
| 3    | Laurine Lugon-Moulin | Francia | 1:33,96 |
| 4    | Marion Chevrier      | Francia | 1:34,17 |
| 5    | Clarisse Brèche      | Francia | 1:34,23 |
| 6    | Chiara Pogneaux      | Francia | 1:34,26 |
| 7    | Annabel Jallat       | Francia | 1:34,82 |
| 8    | Kim Vanreusel        | Belgio  | 1:35,39 |
| 9    | Pauline Simond       | Francia | 1:35,46 |
| 10   | Garance Meyer        | Francia | 1:35,51 |

Località: Megève

Data: 7 aprile